# Amitus gibbosus
Amitus gibbosus är en stekelart som beskrevs av Macgown och Nebeker 1978. Amitus gibbosus ingår i släktet Amitus och familjen gallmyggesteklar. Inga underarter finns listade i Catalogue of Life.